# Requiem di guerra
Il Requiem di guerra  (in inglese: War Requiem) è una composizione musicale di Benjamin Britten creata nel biennio 1961-1962.
Britten ha scritto l'opera per solisti soprano, tenore e baritono, coro, coro giovanile, organo e due orchestre (un'orchestra completa e un'orchestra da camera). L'orchestra da camera accompagna le ambientazioni intime della poesia inglese, mentre per le sezioni latine vengono utilizzati soprano, cori e orchestra; tutte le forze sono combinate nella conclusione. Il Requiem ha una durata di circa 80 minuti. Nel 2019, War Requiem è stato selezionato dalla Biblioteca del Congresso per la conservazione nel National Recording Registry in quanto "culturalmente, storicamente o esteticamente significativo".

## Storia
Fu eseguita per la consacrazione della nuova Cattedrale di Coventry, che fu costruita dopo che la struttura originale del XIV secolo era stata distrutta durante un bombardamento della Seconda guerra mondiale. I tradizionali testi latini sono intervallati con poesie di Wilfred Owen, scritte al tempo della prima guerra mondiale. Il lavoro prevede soprano, tenore e baritono solisti, coro, coro di voci bianche, organo e due orchestre (un'orchestra sinfonica e un'orchestra da camera). L'orchestra da camera accompagna le letture della poesia inglese, mentre soprano, cori e orchestra sono utilizzati per le sezioni latine; tutte le forze sono combinate nella conclusione. Il Requiem ha una durata di circa 90 minuti.
La prima italiana fu data il 28 settembre 1963 a Perugia, in occasione della XVIII Sagra musicale umbra, sotto la direzione del compositore.

## Orchestrazione
Le parti musicali sono divise in tre gruppi che si alternano e interagiscono tra loro durante tutto il brano, per poi confluire pienamente alla fine dell'ultimo movimento. Il soprano solista e il coro sono accompagnati dall'intera orchestra, i baritono e il tenore solisti sono accompagnati dall'orchestra da camera e il coro giovanile è accompagnato da un piccolo organo portativo (quest'ultimo gruppo idealmente è situato a una certa distanza dall'intera orchestra). Il soprano, il coro e il coro giovanile cantano il tradizionale testo latino del Requiem, mentre il tenore e il baritono cantano, in modo intervallato, poesie di Wilfred Owen.

## Movimenti
L'opera si compone di sei movimenti:
1. Requiem aeternam
  1. Requiem aeternam (coro e coro di voci bianche)
  2. "What Passing Bells" (tenore solista) - "Anthem for Doomed Youth" di Owen
  3. Kyrie eleison (coro)
2. Dies irae
  1. Dies irae (coro)
  2. "Bugles sang" (assolo di baritono) - "But I was Looking at the Permanent Stars" di Owen
  3. Liber scriptus (soprano solista e semicoro)
  4. "Là fuori camminavamo amichevolmente fino alla morte" (tenore e baritono soli) – "The Next War" di Owen
  5. Recordare (coro femminile)
  6. Confutatis (coro maschile)
  7. "Sii lentamente sollevato" (assolo di baritono) - "Sonetto sul vedere un pezzo della nostra artiglieria pesante messo in azione" di Owen
  8. Ripresa del Dies irae (coro)
  9. Lacrimosa (soprano e coro) intervallato da "Move him, move him" (tenore solista) - "Futility" di Owen
3. Offertorio
  1. Domine Jesu Christe (coro di voci bianche)
  2. Sed significafer sanctus (coro)
  3. Quam olim Abrahae (coro)
  4. Isaac e Abram (tenore e baritono soli) - "La parabola del vecchio e del giovane" di Owen
  5. Hostias et preces tibi (coro di voci bianche)
  6. Ripresa del Quam olim Abrahae (coro)
4. Santo
  1. Sanctus e Benedictus (soprano solista e coro)
  2. "After the blast of lightning" (assolo di baritono) - "The End" di Owen
5. Agnus Dei
  1. Agnus Dei (coro) intervallato da "One ever hangs" (coro; tenore solista) - "At a Calvary Near the Ancre" di Owen
6. Libera me
  1. Libera me (soprano solo and chorus)
  2. Strange Meeting ("Sembrava che dalla battaglia fossi scappato") (tenore e baritono soli) - "Strange Meeting" di Owen
  3. In paradisum (organo, coro di voci bianche, soprano e coro misto)
  4. Conclusione – Requiem Aeternam e Requiescant in Pace (organo, coro di voci bianche e coro misto)